# Кратко житие на Климент Охридски
„Краткото житие на Климент Охридски“ е много важен извор за делото на Кирил и Методий. Написано е през първите десетилетия на 13 век от охридския архиепископ Димитър Хоматиан (около 1165 – след 1234) вероятно на гръцки, като малко след това житието е преведено на български. Най-старият гръцки препис от 13 – 14 в. е намерен в Охрид и издаден от Виктор Григорович през 1847 г., а най-старият старобългарски текст е намерен от Йордан Иванов в ръкопис от 15 в. в Зографския манастир и издаден от него през 1908 г. В Краткото житие Климент Охридски е описан така: „Този велик наш отец и светилник на България бил по род от европейските мизи, които народът обикновено знае и като българи.“.
Началото на подзаглавието на житието представлява акростих на Димитър Хоматиан: Κλημεντα τιμω. ποιμεναρχης Βουλγαρων, Δημητριος, в старобългарския вариант: Климента чтьу пастирь бльгарскіи Димитрие / на новобълг.: В чест на Климент. Пастир български Димитър.